# Engadget
Engadget é um blog multilingue com matérias diárias sobre gadgets e eletrônicos de consumo. Embora seu design seja muito semelhante à de um blog, e considerado como um, muito do seu conteúdo editorial assume uma forma de revista online. Engadget  atualmente opera um total de dez blogs (quatro versões em inglês e seis internacionais com uma equipe independente). Engadget frequentemente está entre os top 5 no "Top Technorati 100"   e foi anotado no Time por ser um dos melhores blogs de 2010.